# Dinero a mansalva
Dinero a mansalva, publicada en 2007 en su idioma original como Making Money, es la 36.ª novela de la saga de Mundodisco de Terry Pratchett, publicada en enero de 2011 en español. Esta es la segunda novela que tiene a Moist von Lipwig como protagonista.

## Argumento
Moist, aburrido del cargo de Jefe de la Oficina Postal de Ankh-Morpork, la cual ahora dirige sin ningún contratiempo, comienza a hacer cosas que pueden definirse como peligrosas, como por ejemplo, intentar irrumpir (forzando las cerraduras y burlando la seguridad) en la Oficina Postal. Esto no pasa desapercibido de la atenta mirada del Patricio, quien tiene preparado un nuevo puesto para el, el de director general de la Casa Real de la Moneda de Ankh-Morpork (Ankh-Morpork's Royal Mint en el original), y del banco de que sirve como frente de esta.
Inicialmente Moist se niega, pero al ser colocado entre la espada y la pared de un modo nada convencional, se ve aplicando su estrafalario estilo en el manejo de la Casa de Moneda. Allí se encuentra con el jefe de contaduría del cual sospecha es un vampiro, un "economista" que tiene a un Igor como ayudante (por lo que es más cercano a un científico loco que a un economista), y un personaje del pasado de Moist que ha dado con él, debido a la publicidad a la que se encuentra expuesto. Por lo que se encuentra nuevamente en una carrera frenética para sacar adelante esta nueva empresa.